# Polystichtis pirene
Polystichtis pirene är en fjärilsart som beskrevs av Frederick DuCane Godman 1903. Polystichtis pirene ingår i släktet Polystichtis och familjen Riodinidae. Inga underarter finns listade i Catalogue of Life.